# ليزلي هازلتون
ليزلي هازلتون (بالإنجليزية: Lesley Hazleton)‏ (ولدت عام 1945)، عالمة نفس سابقة وكاتبة إنجليزية- أمريكية، مهتمة بالكتابة في موضوعات تختص بالسياسة والدين والتاريخ خاصةً في الشرق الأوسط. كانت تكتب في وقتٍ سابق لعدة مطبوعات؛ مثل: نيويورك تايمز ونيويورك ريفيو أوف بوكس وذا نيو ريببلبك وذا نيشن ومجلة هاربر.
ولدت هازلتون في المملكة المتحدة، عاشت في القدس بين عاميّ 1966 و1979. ثم انتقلت إلى نيويورك بالولايات المتحدة الأمريكية منذ عام 1979 حتى 1992، ثم إلى سياتل، وأصبحت مواطنة أمريكية سنة 1994.

## السيرة الذاتية

### النشأة
ولدت هازلتون في إنجلترا عام 1945،
عاشت الفترة ما بين عامي 1966 وعام 1979 في القدس بفلسطين المحتلة قبل أن تنتقل للعيش في مدينة نيويورك في عام 1979 وحتى عام 1992 عندما إنتقلت للعيش في منزل مائي في سياتل قبل أن تحصل على رخصة طيار وتحصل على الجنسية الأمريكية.
حصلت على درجتين علميتين في علم النفس، شهادتها الجامعية الأولى بكالوريوس من جامعة مانشستر، والثانية ماستر من جامعة القدس العبرية.
وصفت هازلتون نفسها في إحدى الحوارات بأنها «يهودية أرادت في يوم من الأيام أن تصبح حبرا» طالبة دير سابقة أرادت أن تصبح راهبة، لا أدرية تسبح في غموض الأديان قبل أن تنهي تصريحها قائلة «كل شيء مفارقة». ترى هازلتون الخطر في كل تفكير ووجه نظر من بعد واحد.
أطلقت هازلتون مدونتها اللاهوت العرضي في إبريل 2010 واصفة إياها بأنها عين لا أدرية على الأديان، السياسة والوجود.
في سبتمبر 2011، حصلت هازلتون على جائزة العباقرة الغرباء في الأدب. بينما حصلت في خريف 2012 على منحة بقاعة المدينة بسياتل.
دخل كتابها الأخير «ملحد: بيان حماسي» في قائمة أكثر الكتب مبيعا لفصل الربيع لعام 2016. وصفته مجلة نيويورك تايمز بالكتاب الواسع الانتشار، الحيوي والمؤذي للكثير من الأشياء التي إعتبرنها من الثوابت في حياتنا اليومية.

## الكتب
الكتب الدينية والسياسية
- ملحد: بيان حماسي،[15] عام 2016 (اختيار المحررين في نيويورك تايمز).
- المسلم الأول: قصة محمد (اختيار المحررين في نيويورك تايمز).[16]
- بعد النبي: القصة الملحمية للخلاف الشيعي السني،[17] (الدور النهائي: جائزة الكتاب بين الولايات المتحدة الأمريكية 2010).[18]
- إيزابل: القصة غير المروية في الكتاب المقدس لملكة هارلوت[19] (الدور النهائي: جائزة واشنطن للكتب لعام 2008).[20]
- ماري: سيرة حياة لحم ودم[21] (الفائز: جائزة واشنطن للكتب 2005).[22]
- القدس، القدس: مذكرات الحرب والسلام، العاطفة والسياسة[23] (الفائز: 1987 اللجنة اليهودية الأمريكية / جائزة الكتاب المتوتر).[24]
- حيث تزئر الجبال: تقرير شخصي من سيناء.[25]
- المرأة الإسرائيلية: الواقع خلف الأساطير.[26]

تشمل كتبها الأخرى المواضيع التالية:
- إنجلترا، إنجلترا الدموية: عودة المغتربين.[27]
- اعترافات إمراة سريعة.[28]
- القيادة إلى ديترويت: أوديسي السيارات.[29]

## محادثات تيد
- تيد جلوبال 2013: الشك الضروري للإيمان، أثناء كتابه هازلتون سيرة رسول الإسلام محمد إصطدمت بأن أول رده فعل له بعد نزول الوحي عليه، وفقا للروايات السابقة، هو الشك والرهبة والخوف. أصبح ذلك فيما بعد هو حجر الأساس للإيمان، ترى هازلتون أن أساس أي إيمان لا بد أن يمر على مرحلة الشك والتساؤل لإنهاء الأصولية بجيمع أنواعها.[30]
- تيدكس رانير 2010: في قراءة القرأن، تحكي هازلتون عن تجربتها في قراءة القرآن كشخص غير مسلم «سائح» موضحة الأفكار الخاطئة المنتشرة عن الحور العين والجنة، موجهة إتهام صريح للمستشرقين في انتشار هذه الأفكار.[31]
- تيد سوميت 2016: «ما الذي نعرفه عن الروح».
- تيدكس سياتل: ما الخطأ في الموت؟[32]

## وصلات خارجية
- ما معنى اللاأدرية؟-اللاهوت العرضي.
- صفحتها الشخصية على سترانجر
- ليزلي هازلتون- تيد
  - الشك الضروري للإيمان- محاضرة عام 2013.
  - تيدكس رانير 2010: في قراءة القرأن